# Лок сабха
Лок сабха (хинди लोकसभा — Народная палата, англ. Lok Sabha) — нижняя палата парламента Индии. Члены Лок сабхи избираются прямым всеобщим тайным голосованием на основе мажоритарной системы. Максимальный установленный конституцией страны размер Лок сабхи — 552 депутата (до 530 от штатов, до 20 от союзных территорий, и ещё два могут быть назначены президентом для представления интересов индийцев британского происхождения). Лок сабха избирается сроком на 5 лет, однако, если в стране было объявлено чрезвычайное положение, её полномочия могут быть продлены ещё на год. 18-я Лок сабха была сформирована в 2024 году.
Большинство мест в палате по итогам выборов 2024 года получила коалиция Национально-демократический альянс — 293 из 543 мест, при этом почти половина мест (240) у Бхаратия джаната парти. Вторая партия по количеству депутатов, оппозиционный Индийский национальный конгресс, входящий в ИНИАР, имеет только 97 мест.
Выборы в 18-ю Лок сабху прошли с апреля по май 2024 года. В выборах, которые состояли из семи этапов, смогли принять участие более 900 млн жителей Индии.

## Требования к депутатам Лок сабхи
Депутатом Лок сабхи может стать любой гражданин Индии не младше 25 лет, психически здоровый и не являющийся банкротом. Кандидат должен также представить свидетельство о том, что против него не возбуждено уголовных дел.

## История
| Созыв         | Избран       | Премьер-министр                                    |
| ------------- | ------------ | -------------------------------------------------- |
| 1-й (список)  | 13 мая 1952  | Джавахарлал Неру                                   |
| 2-й (список)  | апрель 1957  | Джавахарлал Неру                                   |
| 3-й (список)  | апрель 1962  | Джавахарлал Неру Лал Бахадур Шастри Индира Ганди   |
| 4-й (список)  | март 1967    | Индира Ганди                                       |
| 5-й (список)  | март 1971    | Индира Ганди                                       |
| 6-й (список)  | март 1977    | Морарджи Десаи Чоудхари Чаран Сингх                |
| 7-й (список)  | январь 1980  | Индира Ганди Раджив Ганди                          |
| 8-й (список)  | декабрь 1984 | Раджив Ганди                                       |
| 9-й (список)  | декабрь 1989 | В. П. Сингх Чандра Шекхар Сингх                    |
| 10-й (список) | июнь 1991    | П. В. Нарасимха Рао                                |
| 11-й (список) | май 1996     | Атал Бихари Ваджпаи Х. Д. Деве Говда И. К. Гуджрал |
| 12-й (список) | март 1998    | Атал Бихари Ваджпаи                                |
| 13-й (список) | октябрь 1999 | Атал Бихари Ваджпаи                                |
| 14-й (список) | май 2004     | Манмохан Сингх                                     |
| 15-й (список) | май 2009     | Манмохан Сингх                                     |
| 16-й (список) | май 2014     | Нарендра Моди                                      |
| 17-й (список) | май 2019     | Нарендра Моди                                      |
| 18-й (список) | июнь 2024    | Нарендра Моди                                      |

## Руководство Лок сабхи
- Спикер — Ом Бирла (с 19 июня 2019 года, Бхаратия джаната парти).
- Вице-спикер — пост вакантен (с 23 мая 2019 года)
- Лидер палаты (следит за прохождением через палату правительственных законопроектов) — Нарендра Моди (с 26 мая 2014 года, Бхаратия джаната парти).
- Лидер оппозиции — пост вакантен (с 26 мая 2014 года, ни одна из оппозиционных партий не имеет более 10 % мест в палате)

Генеральный секретарь — Утпал Кумар Сингх (с 30 ноября 2020 года).

## Распределение мест в Лок сабхе
16-я Лок сабха состоит из 545 депутатов (543 избранных и 2 назначенных), которые представляют:
Штаты:
1. Андхра-Прадеш — 42
2. Аруначал-Прадеш — 2
3. Ассам — 14
4. Бихар — 40
5. Гоа — 2
6. Гуджарат — 26
7. Джамму и Кашмир — 6
  1. в том числе Ладакхский избирательный округ Лок сабхи
8. Джарханд — 14
9. Западная Бенгалия — 42
10. Карнатака — 28
11. Керала — 20
12. Мадхья-Прадеш — 29
13. Манипур — 2
14. Махараштра — 48
15. Мегхалая — 2
16. Мизорам — 1
17. Нагаленд — 1
18. Орисса — 21
19. Пенджаб — 13
20. Раджастхан — 25
21. Сикким — 1
22. Тамилнад — 39
23. Трипура — 2
24. Уттаранчал — 5
25. Уттар-Прадеш — 80
26. Харьяна — 10
27. Химачал-Прадеш — 4
28. Чхаттисгарх — 11

Союзные территории:
1. Андаманские и Никобарские острова — 1
2. Дадра и Нагар-Хавели — 1
3. Даман и Диу — 1
4. Национальный столичный округ Дели — 7
5. Лакшадвип — 1
6. Пондишери — 1
7. Чандигарх — 1

Назначенные члены
1. Представители англо-индийской общины — 2